# SN 2001bt
SN 2001bt – supernowa typu Ia odkryta 2 czerwca 2001 roku w galaktyce IC4830. Jej maksymalna jasność wynosiła 15,51m.